# Бансвара (округ)
Бансва́ра (англ. Banswara, хинди बांसवाड़ा जिला) — округ в индийском штате Раджастхан. Образован в 1949 году. На территории округа ранее существовало одноимённое туземное княжество. Административный центр округа — город Бансвара. Согласно всеиндийской переписи 2001 года население округа составляло 1 420 601 человек. Уровень грамотности взрослого населения составлял 84,27 %, что значительно выше среднеиндийского уровня (59,5 %).